# John Copnall
John Copnall (Slinfold, Sussex, 16 de febrero de 1928 - Londres, 9 de junio de 2007) fue un pintor británico. 

## Biografía
Hijo del escultor Bainbridge Copnall, inició estudios de arquitectura a principios de la década de los cuarenta, antes de realizar el servicio militar entre 1946 y 1948. Tras licenciarse decidió dedicarse al arte y se matriculó en el Sir John Cass College, donde trabajaba su padre. En 1949 se incorpora a la Royal Academy Schools, entrando en contacto con profesores como Henry Rushbury. En 1954, acompañado por su compañero de estudios Bert Flugelman, viaja a España. Conoce Barcelona y el Levante español. Viaja hasta Málaga y lo que iba a ser una estancia de un mes se transforma en un dulce y prolongado período de 14 años. Hasta 1968 vivió en Benalmádena, en una humilde casa en el campo, cercana a la localidad malagueña. De regreso a Londres, ejerció la docencia en la Central School of Art & Design desde 1973 hasta su jubilación en 1993. Fue también profesor visitante en el Canterbury College of Art. Falleció el 9 de junio de 2007, a los 79 años de edad.

## Obra
Aunque en sus primeros años se dedicó al arte figurativo, pronto evolucionó hacia la abstracción por influencias de los expresionistas abstractos de Nueva York. En España sus paisajes se llenan de luz y color en cuadros que firmaba con el pseudónimo de Juan de Retama. En 1954 ganó la Medalla de Oro Turner por un paisaje. En 1955 realizó su primera exposición individual en la Piccadilly Gallery de Londres. A ésta le siguieron otras 15 exposiciones individuales entre 1956 y 1996, aparte de un sinfín de colectivas.

## Premios
Ganador del Premio del Arts Council en 1972, recibió el del British Council en 1979. En 1989 fue elegido miembro del London Group, la asociación más relevante de artistas británicos.